# Taiwan aujourd'hui
Taiwan aujourd'hui est une publication en français du ministère des Affaires étrangères de Taïwan. De 1984 à 2016, il a été le seul magazine en français entièrement consacré à Taïwan et réalisé sur place. Il a cessé sa parution papier en 2016 et est désormais publié en ligne sur le site Taiwan Info, à un rythme trimestriel.

## Historique
Créé en janvier 1984 par le ministère taïwanais de l'Information sous le nom de La Chine libre et sous la forme d’un bimestriel reprenant une sélection d’articles traduits de la revue Free China Review (ancien nom de Taiwan Review) fondée le 1er avril 1951 et publiée par la même administration, il a ensuite changé de nom au printemps 2000, dans la foulée de l’élection de Chen Shui-bian à la présidence de la République, pour s’appeler Taipei aujourd'hui. En avril 2002, la formule bimestrielle a laissé la place à un mensuel comportant un éditorial d’une page, quatre pages de résumé de l’actualité du mois précédent, ainsi qu’une sélection d’articles sur des thèmes variés, allant de l’économie à la culture, en passant par la politique, l’histoire, les relations internationales, les questions de société ou encore les sciences. La publication change une troisième fois d’appellation en février 2003 pour devenir Taiwan aujourd'hui. À partir du 20 mai 2012, Taiwan aujourd'hui a été publié par le ministère des Affaires étrangères à la suite de l'absorption de certains services du ministère de l'Information par les Affaires étrangères. Il est devenu bimestriel en 2014, puis a cessé sa parution papier à l'été 2016. Il est depuis publié en ligne uniquement, à un rythme trimestriel.

## Contenu
Les articles publiés dans Taiwan aujourd'hui sont soit tirés de publications sœurs comme Taiwan Review, Taiwan Today ou Taiwan Panorama, soit rédigés par les membres de la rédaction française, mais la publication accepte aussi les contributions extérieures de journalistes ou experts. Parmi les contributeurs extérieurs de ces dernières années figurent par exemple les sinologues Jean-Pierre Cabestan, Frank Muyard, Stéphane Corcuff et Vincent Rollet, ainsi que les journalistes Philippe Paquet et Nicolas Roquejeoffre. 
Cette publication est, avec Taiwan Info, site Internet d’actualité sur Taïwan en français réalisé par la même équipe de rédacteurs, la seule à présenter cette île, sa population, sa culture, son histoire, son actualité politique etc., selon une perspective locale et relativement objective. En effet, une partie des informations en français sur Taïwan disponibles sur la Toile proviennent de Chine populaire et sont donc biaisées politiquement, voire culturellement. 
Le site Internet du magazine donne un accès gratuit à l'ensemble de ses archives depuis 1984.

## Diffusion
Quand il était imprimé, le magazine était vendu en librairie à Taïwan ainsi que dans quelques librairies en France et en Belgique,tout en étant essentiellement diffusé sur abonnement, notamment en France et en Belgique, mais aussi dans les pays francophones avec lesquels Taïwan entretient ou a entretenu des relations diplomatiques comme le Burkina Faso. Il est toujours disponible dans sa version électronique sur le site http://taiwaninfo.nat.gov.tw.

## Dans d’autres langues
Le ministère des Affaires étrangères de la République de Chine édite également des magazines et des sites d'information en anglais, en allemand, en espagnol, en russe, en japonais et en arabe. 

## Sources
- Ministère des Affaires étrangères de la République de Chine
- Bureau français de Taipei